# 폴라 프렌티스
폴라 프렌티스(Paula Prentiss, 1938년 3월 4일 ~ )는 미국의 배우이다.